# Michael Biehn
Michael Connell Biehn (Anniston, 31 juli 1956) is een Amerikaans acteur.

## Carrière
Een samenwerking met regisseur James Cameron zorgde ervoor dat Biehn gemakkelijk nieuwe rollen in de wacht sleepte. Zo speelde hij in 1986 in Aliens, in 1984 in Terminator en in 1989 in The Abyss.

## Trivia
- In Terminator 2 - Judgement Day "Special Edition" speelde hij als Kyle Reese, zo'n drie minuten.
- Michael Biehn kreeg meer betaald voor het gebruik van zijn foto in de film Alien³ dan voor zijn volledige rol in Aliens.[1]